# Nannonisconus
Nannonisconus är ett släkte av kräftdjur. Nannonisconus ingår i familjen Nannoniscidae.
Kladogram enligt Catalogue of Life:
| Nannonisconus | \| \| Nannonisconus carinatus \| \| \| \| \| \| Nannonisconus latipleonus \| \| \| \| |
|               | \| \| Nannonisconus carinatus \| \| \| \| \| \| Nannonisconus latipleonus \| \| \| \| |
|               | Austroniscus                                                                          |
|               |                                                                                       |
|               | Exiliniscus                                                                           |
|               |                                                                                       |
|               | Hebefustis                                                                            |
|               |                                                                                       |
|               | Micromesus                                                                            |
|               |                                                                                       |
|               | Nannoniscella                                                                         |
|               |                                                                                       |
|               | Nannoniscoides                                                                        |
|               |                                                                                       |
|               | Nannoniscus                                                                           |
|               |                                                                                       |
|               | Nymphodora                                                                            |
|               |                                                                                       |
|               | Panetela                                                                              |
|               |                                                                                       |
|               | Rapaniscus                                                                            |
|               |                                                                                       |
|               | Regabellator                                                                          |
|               |                                                                                       |
|               | Saetoniscus                                                                           |
|               |                                                                                       |
|               | Thaumastosoma                                                                         |
|               |                                                                                       |
|               | Nannonisconus carinatus                                                               |
|               |                                                                                       |
|               | Nannonisconus latipleonus                                                             |
|               |                                                                                       |

|  | Nannonisconus carinatus   |
|  |                           |
|  | Nannonisconus latipleonus |
|  |                           |